# جون كورونا
جون كورونا (بالإنجليزية: John Corona)‏ هو راقص على الجليد أمريكي، ولد في 25 نوفمبر 1988 في فيلادلفيا في الولايات المتحدة.

## وصلات خارجية
- جون كورونا على موقع الاتحاد الدولي للتزلج (الإنجليزية)